# 紫水街道
紫水街道，是中华人民共和国河南省信阳市光山县下辖的一个乡镇级行政单位。

## 行政区划
紫水街道下辖以下地区：
和平街社区、海营街社区、解放街社区、五里墩街社区、徐店街社区、姚围孜街社区、枊店村、前楼村、余集村、马湾村和三里桥村。